# Station Kalvehave
Station Kalvehave was een station in Kalvehave, Denemarken. Het station werd geopend op 1 oktober 1897. Het station was tevens het hoofdkantoor van de spoorwegmaatschappij die de lijn tussen Kalvehave en Masnedsund exploiteerde. De lijn werd in 1959 gesloten.